# Omar Abdel Aziz
Omar Abdel Aziz (arabisch عمر عبد العزيز; * 11. September 1983 in Kairo) ist ein ehemaliger ägyptischer Squashspieler. 

## Karriere
Omar Abdel Aziz begann seine Karriere im Jahr 2004 und gewann sechs Titel auf der PSA World Tour. Seine beste Platzierung in der Weltrangliste erreichte er mit Rang 31 im Juni 2010. 2009 und 2013 zog er jeweils in die zweite Runde bei einer Weltmeisterschaft ein. Nach seiner Auftaktniederlage bei der Weltmeisterschaft 2014 gab er sein Karriereende bekannt.
Er ist verheiratet und ist seit 2014 als Squashtrainer, darunter für die Junioren-Nationalmannschaft Ägyptens, aktiv.

## Erfolge
- Gewonnene PSA-Titel: 6